# Селхерст парк
Селхерст парк (енгл. Selhurst Park) је фудбалски стадион у Лондонској општини Кројдон и на којем своје домаће утакмице игра Кристал палас од 1924. године. На њему су игране утакмице на Летњим олимпијским играма 1948.